# 福安號砲艦
福安號砲艦，是一艘傳說中清朝1894年向英國阿姆斯特朗-惠特沃斯厂購買的砲艦，相關記載來自池仲祐於民國七年由北洋政府海軍部印行的著作《海軍實紀》。 據馬幼垣教授考證，此艦在清朝與廠商史料中全無紀錄，應該是池仲祐將另一艘阿姆斯特朗-惠特沃斯厂造的349噸「飛霆」號魚雷炮艦張冠李戴產生的誤會。